# سعید ثابت
سعید صدق‌گوی ثابت (زادهٔ ۱۵ اردیبهشت ۱۳۳۸ در تهران) مدرس و نوازندهٔ سنتور است. او از شاگردان فرامرز پایور بود و هم‌اکنون سرپرست گروه پایور است.

## زندگی هنری
سعید ثابت در سال ۱۳۳۸ در تهران متولد شد. از سن ۱۱ سالگی فراگیری موسیقی را در هنرستان موسیقی ملی آغاز کرد و پس از آن نوازندگی سنتور را نزد «فرامرز پایور» آموخت. از دیگر استادان او می‌توان به «ارفع اطرایی»، «اسماعیل واثقی» و «اسماعیل تهرانی» اشاره نمود. وی تحصیلات عالی خود را با دریافت مدرک کارشناسی ارشد از دانشگاه هنر تهران به پایان برد.
در اردیبهشت ۱۳۹۳ از سعید ثابت به همراه «هوشنگ ظریف» و «محمد اسماعیلی» در فرهنگسرای ارسباران تجلیل شد.

## فعالیت‌های هنری
از جمله فعالیت‌های هنری سعید ثابت به این موارد می‌توان اشاره نمود: 
عضویت در «ارکستر ژونس موزیکال» از ۱۳۵۰، همکاری با مرکز حفظ و اشاعه موسیقی ایران از ۱۳۵۹، عضویت در گروه موسیقی «پایور»، سرپرستی گروه موسیقی ثابت، همکاری با ارکستر ملی ایران به رهبری فرهاد فخرالدینی، انتشار دوره‌های سنتور، ردیف ابوالحسن صبا، دوره ابتدایی سنتور فرامرز پایور، انتشار مجموعه پیش‌درآمد و رنگ فرامرز پایور، تدریس در دانشگاه هنر تهران، تدریس در دانشگاه جامع علمی کاربردی، تدریس در هنرستان موسیقی پسران